# Sabina Pauen
Sabina Pauen (* 31. Januar 1963 als Sabina Lamsfuß in Beuel) ist eine deutsche Entwicklungspsychologin und Hochschullehrerin an der Ruprecht-Karls-Universität Heidelberg.

## Leben und Werk
Pauen studierte nach dem Abitur 1981 in Heusenstamm ab 1982 im Grundstudium Psychologie an der Universität Frankfurt am Main, wo sie 1984 ihr Vordiplom ablegte. Währenddessen arbeitete sie als wissenschaftliche Hilfskraft von Viktor Sarris in der Forschungsstelle Wahrnehmungsprozesse zur Verarbeitung optischer Täuschungen im Kindesalter. Anschließend studierte sie Psychologie im Hauptstudium an der Universität Marburg, wo sie 1988 ihr Diplom erhielt. Von 1988 bis 1989 war sie wissenschaftliche Mitarbeiterin von Rainer K. Silbereisen an der Universität Gießen, bevor sie sich als Stipendiatin der Volkswagenstiftung ihrer Promotion widmete, die sich mit intuitivem physikalischem Denken von Grundschülern beschäftigte. Diese schloss Pauen 1992 unter Betreuung von Friedrich Wilkening an der Universität Frankfurt am Main ab und wurde dort zur Dr. phil.-nat. promoviert. Nach einem Forschungsaufenthalt an der Cornell University wurde Pauen 1994 wissenschaftliche Assistentin des inzwischen an der Universität Tübingen tätigen Wilkening. Unter dessen Betreuung habilitierte Pauen sich 1999 zur Entwicklung der kindlichen Kategorien- und Konzeptbildung. Pauen war eine der ersten deutschen Wissenschaftlerinnen, die sich mit der Denkentwicklung im Säuglingsalter befassten und dafür u. a. die Methode der Hirnstrommessung einsetzten.
Von 1999 bis 2001 leitete Pauen das Diagnostik-, Interventions- und Evaluationszentrum (DIEZ) der Universität Magdeburg. Zudem leitete sie eine Nachwuchs-Forschergruppe der DFG zum Thema Kategorien- und Spracherwerb. Seit 2002 ist sie ordentliche Professorin auf dem Lehrstuhl für Entwicklungspsychologie und Biologische Psychologie an der Universität Heidelberg. Ihre Forschungsschwerpunkte liegen im Bereich der frühen Denkentwicklung (Kategorien- und Konzepterwerb, Kausalverständnis, Theory of Mind, sozial-kognitive Entwicklung). Zuletzt forschte sie auch im Bereich der Eltern-Kind Interaktionen und der Anfänge der Selbstregulation im Kleinkindalter. 
Pauen setzt sich zudem sehr für Wissenschaftskommunikation ein und tritt in unterschiedlichen Fernsehformaten (Wissenschaftsmagazinen, Terra X) regelmäßig als Expertin auf. Bekannt ist sie u. a. durch die Dokumentation "Die wunderbare Welt der Kinder" (Saga Media).
Pauen ist Mutter von zwei Töchtern (* 1996; * 2001).

## Schriften (Auswahl)
- Was Babys denken: Eine Geschichte des ersten Lebensjahres. C.H. Beck, München 2006, ISBN 978-3-406-54882-6.
- mit Jeanette Roos: Entwicklung in den ersten Lebensjahren (0–3 Jahre). Ernst Reinhardt Verlag, München 2017, ISBN 978-3-497-60402-9.
- Vom Baby zum Kleinkind: Beobachtung, Begleitung und Förderung in den ersten Jahren. 2. Auflage. Springer, Berlin 2018, ISBN 978-3-662-54933-9.